# Heliconius insolitus
Heliconius insolitus är en fjärilsart som beskrevs av Andrej Nikolajewitsch Avinoff 1926. Heliconius insolitus ingår i släktet Heliconius och familjen praktfjärilar. Inga underarter finns listade i Catalogue of Life.